# Mescalero (Nuevo México)
Mescalero es un lugar designado por el censo ubicado en el condado de Otero en el estado estadounidense de Nuevo México. En el Censo de 2010 tenía una población de 1338 habitantes y una densidad poblacional de 28,86 personas por km².

## Geografía
Mescalero se encuentra ubicado en las coordenadas 33°8′4″N 105°48′00″O / 33.13444, -105.80000. Según la Oficina del Censo de los Estados Unidos, Mescalero tiene una superficie total de 46.36 km², de la cual 46.33 km² corresponden a tierra firme y 0.03 km² (0.07 %) es agua.

## Demografía
Según el censo de 2010, había 1338 personas residiendo en Mescalero. La densidad de población era de 28,86 hab./km². De los 1338 habitantes, Mescalero estaba compuesto por el 3.29 % blancos, el 0 % eran afroamericanos, el 95.14 % eran amerindios, el 0.07 % eran asiáticos, el 0 % eran isleños del Pacífico, el 0.45 % eran de otras razas y el 1.05 % pertenecían a dos o más razas. Del total de la población el 10.69 % eran hispanos o latinos de cualquier raza.